# Hypothermie
Die Hypothermie (von altgriechisch ὑπό hypó, ‚unter‘, und θερμός thermós, ‚warm‘) oder Untertemperatur durch – oft synonym gebraucht – Unterkühlung ist ein Zustand mit abnorm niedriger, unternormaler Körpertemperatur von Lebewesen. Sie tritt nach Kälteeinwirkung auf den Körper auf, wenn dessen Wärmeproduktion über längere Zeit geringer war als die Wärmeabgabe, sowie – selten – als Störung der Temperaturregulation durch den Hypothalamus. Die Unterkühlung, bei Menschen auf unter 35 Grad Celsius, kann Gesundheitsschäden oder durch Versagen lebenswichtiger Organsysteme den Tod (Kältetod) herbeiführen. Bei nur lokalen Kälteeinwirkungen kommt es zu Erfrierungen. Bei Unfällen am Wasser oder im Gebirge haben die Helfer in der Wasserrettung und dem Bergrettungsdienst immer auch von einer Unterkühlung des Patienten auszugehen.
In der Medizin wird im Operationssaal, auf Intensivstationen und in der Neonatologie in speziellen Fällen eine (beabsichtigte) milde therapeutische Hypothermie oder tiefe Hypothermie durchgeführt.

## Wärmeregulation des Körpers
Der menschliche Körper hat die Fähigkeit, seine Körpertemperatur auch bei Schwankungen der Umgebungstemperatur konstant bei rund 37 °C zu halten, was man als Thermoregulation bezeichnet. Dieser Normalwert unterliegt geringen Schwankungen je nach Tätigkeit und Tageszeit. Hierzu zählen die verstärkte Wärmeabgabe bei körperlicher Anstrengung und die Wärmeproduktion durch Kältezittern, beispielsweise in Form von Schüttelfrost bei beginnendem Fieber.

## Stadien der Hypothermie
Folgende (nicht einheitlich verwendete) Stadien der Hypothermie bzw. Unterkühlung werden unterschieden:
| Stadium                   | Körpertemperatur | Symptome |
| ------------------------- | ---------------- | --- |
| Milde Hypothermie         | 32–35 °C         | Muskelzittern, Trennung von Körperschale/-kern, Tachykardie, Tachypnoe, Vasokonstriktion, nach einiger Zeit: Apathie, Ataxie, Beeinträchtigung des Urteilsvermögens |
| Mittelgradige Hypothermie | 28–32 °C         | Bewusstseinseintrübung, Bradykardie, erweiterte Pupillen, verminderter Würgereflex, Aufhören von Muskelzittern, Hyporeflexie, Hypotonie, Kälteidiotie               |
| Schwere Hypothermie       | unter 28 °C      | Bewusstlosigkeit, Kreislaufstillstand, verminderte Hirnaktivität im EEG, Lungenödem, starre Pupillen, Herzrhythmusstörungen, Atemstillstand                         |

### Milde Hypothermie
Der Körper versucht bei einer (in der Regel rektal gemessenen) Körpertemperatur von 32 bis 35 °C die Körperkerntemperatur konstant zu halten und produziert Wärme durch automatisiertes Muskelzittern. Zusätzlich ziehen sich die Blutgefäße in den Extremitäten zusammen und verringern die Durchblutung der äußeren Körperregionen (Zentralisation). Es entsteht eine Schale, in der das kalte Blut bleibt. Ein Wärmeaustausch zwischen Schale und Körperkern findet dann kaum noch statt.

### Mittelgradige Hypothermie
Das Bewusstsein des Patienten trübt immer mehr ein. Diese Bewusstseinsstörung kann so weit gehen, dass man von Kälteidiotie spricht. Es kommt auch zu einer Abschwächung der Reflexe (Hyporeflexie), und das Muskelzittern hört auf.

### Schwere Hypothermie
Sinkt die Temperatur auf weniger als 28 °C ab, kommt es zum Verlust des Bewusstseins, einem unregelmäßigen und abgeschwächten Puls, später zu einem Atem- und Kreislaufstillstand infolge von Herzrhythmusstörungen. Lichtstarre Pupillen und Lähmung der Muskulatur kommen hinzu. Bei Körpertemperaturen unter 28 °C ist es nur noch schwer möglich, eindeutig zu bestimmen, ob die unterkühlte Person noch lebt oder bereits tot ist. Die Atmung in diesem Status kann zu abgeflacht, der Puls zu langsam und zu schwach sein, vor allem in den wenig durchbluteten Extremitäten. Einfache Methoden wie Erfühlen des Pulses oder der Atmung sind dann nicht zuverlässig. Gelegentlich wird der Begriff Scheintod in diesem Zustand verwendet.

## Ursachen
Grundsätzlich gibt es fünf Ursachen für den Wärmeverlust des menschlichen Körpers:
1. Konduktion (Wärmeleitung von einem wärmeren zu einem kälteren Körper)
2. Konvektion (Wärmeabgabe an die Umgebungsluft, wird durch Wind verstärkt, s. a. Windchill)
3. Radiation (Wärmeabstrahlung des menschlichen Körpers)
4. Respiration (Verlust von Wärme durch das Ausatmen erwärmter Luft)
5. Perspiration (Wärmeverlust durch Verdunsten, z. B. von Schweiß)

Neben einer niedrigen Lufttemperatur können vor allem kaltes Wasser und Wind (siehe Windchill) den Wärmeverlust des menschlichen Körpers erhöhen und, abhängig von der Einwirkungsdauer, zu einer Hypothermie führen. Typische Situationen, bei denen es zu einer Unterkühlung kommt, finden sich:
Im Wasser (Hypothermie/Unterkühlung durch Immersion)
- Ertrinkungsunfälle nach starker Abkühlung, wegen der höheren Wärmeleitfähigkeit des Wassers im Vergleich zu Luft
- Sturz ins kalte Wasser, beispielsweise Schiffbrüchige nach Kenterung oder anderen Unfällen
- Längerer Aufenthalt im kalten Wasser, beispielsweise bei Wassersportlern, wie Schwimmer, Surfer oder Kanuten. Gefährdet sind insbesondere auch im Sommer badende Kinder.
- Einbruch ins Eis
- Lange Tauchgänge mit nicht ausreichender Wärmeisolierung durch Neopren- oder Trockentauchanzüge

Im Gebirge
- Personen, die von Lawinen verschüttet werden
- Verunglückte Bergsteiger, Bergwanderer und Wintersportler nach Bergunfällen

In Höhlen
- Nasse, unzureichende Kleidung (Straßen- und Baumwollkleidung statt Funktionswäsche, fehlender oder zu dünner Neoprenanzug in aktiven Wasserhöhlen)
- Konstant niedrige Umgebungstemperatur (in Mitteleuropa 2 bis 8 °C je nach Höhenlage, noch weniger in Eishöhlen) bei 100 % Luftfeuchtigkeit
- Nach Unfällen durch aufwendige, langdauernde Rettungsaktionen bzw. Wartezeit bis zum Eintreffen der Höhlenrettung

Aufenthalt in kalter Umgebung
- Unzweckmäßige oder nasse Bekleidung
- Einschlafen im Freien
- Bewusstloses Liegen im Freien
- Langer Aufenthalt in Flüchtlingslagern (unzureichende Unterkünfte; fehlende Heizquellen; Mangel an warmer Kleidung und Decken; feuchtes oder sogar nasskaltes Klima; durch Nahrungsmangel fehlende Energie für körpereigene Wärmeregulierung)

Im Sport und insbesondere im Alpinismus, wo die Personen in der Regel gut ausgerüstet und vorbereitet sind, werden Erfrierungen eher durch extreme Temperaturen und Windverhältnisse verursacht, und Unterkühlungen eher durch einen unvorhergesehenen, zu langen Aufenthalt in moderat kaltem Wetter (0 bis 5 °C).
Weitere Ursachen
- Erkrankungen
- Bewegungsarmes Verhalten (auch durch neurologische Defekte erzwungen)
- Körperliche Überanstrengung
- Schock
- Alkoholgenuss: Alkohol verstärkt und beschleunigt eine Unterkühlung, da sich hier die Blutgefäße in der Haut erweitern und der Körper umso mehr Wärme an die Umgebung abführt.
- Seltene Krankheiten: Personen, die am Shapiro-Syndrom leiden, zeigen wiederkehrende Defekte in der Thermoregulation durch den Hypothalamus. Es sind aber in jedem Fall zusätzliche Symptome zu beobachten, wie Schwitzen.[6]
- Hypothermie kann durch Neuroleptika hervorgerufen werden. Dabei ist es häufiger bei Patienten, die Psychopharmaka wegen einer Schizophrenie bekommen, als bei Patienten, die diese Medikamente wegen anderer Gründe nehmen. Diese unerwünschte Nebenwirkung kommt zudem bei den atypischen Neuroleptika häufiger vor, als bei klassischen Antipsychotika.[7]

## Sofortmaßnahmen

### Rettung aus dem Gefahrenbereich
Die Rettung aus dem Gefahrenbereich hat schnell zu erfolgen, da der Patient weiter auskühlt.
Grundsätzlich sollte der Patient dabei möglichst nicht bewegt werden. Beispielsweise kann der Patient mit einer Korbtrage oder einem sogenannten Spine Board (Wirbelsäulenbrett) waagerecht aus dem Wasser an Bord eines Rettungsbootes gehoben werden.
Ist der Temperaturunterschied zwischen Schale und Körperkern zu groß, kommt es bei der Wiedererwärmung oder bei Bewegung des Patienten zum Temperaturausgleich, und die Kerntemperatur kann weiter absinken (Afterdrop). Dies kann zum sogenannten Bergungstod führen.

### Allgemein
Rettungskette befolgen:
- Eigenschutz beachten und Unfallstelle absichern
- Notruf absetzen oder veranlassen
- Den Patienten schonend aus dem Gefahrenbereich bringen; wenn möglich in einen Raum mit Zimmertemperatur oder mindestens an einen windstillen Ort
- Den Patienten flach lagern und wenig bewegen oder, wenn möglich, vollständig immobilisieren
- Wärmeerhalt, d. h. Patienten mit Wolldecken zudecken oder einwickeln. Eine Rettungsdecke nie direkt auf die Haut bringen, diese ist dann wegen fehlender Isolationswirkung nutzlos. Gegebenenfalls eine Hibler-Wärmepackung anlegen.
- Zunächst nur den Körper (entsprechend dem zentralen Kreislauf) mittels Decken etc. aufwärmen. Nicht die Extremitäten, da sonst der Bergungstod (s. u.) droht.
- Ständige Kontrolle der Vitalfunktionen.
- Betreuen des Patienten bis zum Eintreffen des Rettungsdienstes

### Abwehrstadium
Befindet sich der Patient noch im Abwehrstadium
- dann kann die nasse Kleidung des Patienten vorsichtig entfernt werden, solange er zittert.
- Bei erhaltenem Bewusstsein: warme, gezuckerte Getränke verabreichen (kein Alkohol, Kaffee oder Schwarztee).
- Gemächliche Wiedererwärmung, z. B. mit einer Wärmflasche

### Erschöpfungsstadium oder Bewusstlosigkeit
Befindet sich der Patient im Erschöpfungs- oder Lähmungsstadium
- dann darf dieser beim Entkleiden nicht bewegt werden (Kleidung mit Schere entfernen).
- dürfen ausschließlich langsame Aufwärmmaßnahmen am Rumpf unternommen werden.
- falls bewusstlos: Stabile Seitenlage
- falls keine Atmung mehr vorhanden: Herz-Lungen-Wiederbelebung
- dann obige Punkte befolgen

### Folgemaßnahmen durch den Rettungsdienst
- Unbedingte Vermeidung des sogenannten Bergungstodes: Bei Opfern von Eiseinbrüchen, Lawinen etc. muss unbedingt darauf geachtet werden, die Extremitäten nicht über das Niveau des Rumpfes zu erheben, da das somit zum Herzen zurückflutende Blut einen reflektorischen Herzstillstand hervorrufen kann
- Infusion von erwärmter NaCl- oder Ringerlösung. Auch Glucosegabe ist nach Konzentrationsmessung möglich (eventuell sogar notwendig)
- Sauerstoffgabe und gegebenenfalls Intubation
- Falls leblos: Fortführung der Herz-Lungen-Wiederbelebung
- Transport in ein Krankenhaus der Maximalversorgung mit einem Rettungshubschrauber (wenn verfügbar)

### Weitere Behandlung im Krankenhaus
- Fortführung der Herz-Lungen-Wiederbelebung
- Erwärmung des Patienten, auch invasiv durch den Einsatz einer Herz-Lungen-Maschine

### Grundsatz
Die Wiederbelebungsmaßnahmen werden beim Transport ins Krankenhaus sowie in der Klinik fortgesetzt. Medikamente, wie beispielsweise Adrenalin, sowie die Defibrillation wirken nur ab einer bestimmten Körpertemperatur. Durch die verminderte Temperatur verlangsamt sich auch das Absterben der Hirnzellen.
Daher gilt der Grundsatz: Niemand ist tot, solange er nicht warm und tot ist.

## Pathologie
Bei einem Tod durch Unterkühlung treten in der Schleimhaut des Magens Wischnewsky-Flecken auf.

## Therapeutische Hypothermie
Hypothermie vermindert die Stoffwechselaktivität und erhöht die Ischämietoleranz der Gewebe.
In der Medizin wird bei größeren Operationen am Gehirn und am Herzen (wie schon in den 1950er Jahren ansatzweise geschehen) eine beabsichtigte tiefe Hypothermie (deep hypothermia, auch Hypothermischer Herzstillstand) eingeleitet. Dies geschieht durch Ableitung des venösen Blutes in eine Apparatur, in der das Blut auf einen bestimmten Wert heruntergekühlt und wieder dem Blutkreislauf zugeführt wird. Dies kann mit einer Herz-Lungen-Maschine geschehen.
Eine mildere therapeutische Hypothermie wird nach erfolgreicher Wiederbelebung durchgeführt, da dies den Hirnstoffwechsel vermindern und Hirnschäden verringern kann.
Studien zum Einsatz des Verfahrens bei Schlaganfallpatienten konnten bislang keinen eindeutigen Nutzen belegen.
Eine durch Unterkühlung bewirkte Schmerzunempfindlichkeit von Nerven kann, so berichtet etwa zu Beginn des 19. Jahrhunderts von dem Chirurgen Dominique Jean Larrey, schmerzhafte Eingriffe bis hin zu Amputationen ermöglichen.
Siehe auch: Kryotherapie (Kältetherapie)

## Science Fiction
In Medizin und Futurologie wird über die Nutzung des Kälteschlafs auch zur Überbrückung von Epochen diskutiert; Personen werden in den Kälteschlaf versetzt und altern daher wesentlich langsamer. Nach einigen Jahrzehnten wird der Organismus wieder auf volle Leistung aktiviert. Dies ist jedoch bisher nur eine Theorie, in der Praxis scheiterten alle derartigen Versuche.

## Extremfälle
Als extreme, wissenschaftlich belegte Unterkühlung gilt eine Körpertemperatur von 13,7 °C, die 1999 bei einem Unfallopfer gemessen wurde. Dennoch konnte das Opfer Anna Bågenholm aufgrund besonderer Umstände laut einem Bericht des Spiegels ohne bleibende Schäden reanimiert werden. Ein 2-jähriges Kind mit einer Körpertemperatur von 11,8 °C konnte ohne bleibende Schäden erfolgreich reanimiert werden.
Die bisher niedrigste belegte Körpertemperatur mit Erwachen ohne bleibende Schäden beträgt 4,2 °C. Hierbei handelt es sich um einen 39-jährigen Patienten, der während einer Gehirnoperation am Duke University Medical Center in North Carolina in den 1960er Jahren künstlich über eine Herz-Lungen-Maschine gekühlt wurde, um einen Herzstillstand hervorzurufen. Die Kühlung erfolgte mit 1 °C pro Minute direkt über das Blut und der Patient wurde künstlich beatmet und damit nicht mit einer im Freien aufgetretenen Hypothermie vergleichbar.

## Tiere
Wechselwarme (poikilotherme) Tiere verharren in Kälteperioden in Kältestarre. Es handelt sich hierbei um einen reversiblen Prozess, durch den die Lebensfunktionen von einem Organismus auf ein Minimum heruntergefahren werden und der insbesondere beim Überwintern eine wichtige Rolle spielt.
Bestimmte homoiotherme Tiere – manche Säugetiere und wenige Vögel – fallen in Kälteperioden unter Herabsetzung ihrer Körpertemperatur in einen lang währenden Ruhezustand. Dieser naturgegebene Winterschlaf wird auch Hibernation genannt.